# Josephine Geurts
Josephine Geurts (Amsterdam, 7 aprile 1954) è un'ex cestista olandese.

## Carriera
Con i Paesi Bassi ha disputato i Campionati mondiali del 1979 e tre edizioni dei Campionati europei (1972, 1976, 1978).